# U11 (Neurenberg)
De metrolijn U11 is een metrolijn in de Duitse stad Neurenberg. De lijn is geopend in 1972 en wordt gebruikt als lijn voor ondersteuning tijdens drukte. Het traject is 8,1 kilometer lang en telt 14 stations. De eigenaar is de VAG.De eind-en beginstations zijn  Eberhardshof en Messe.

## Metrostations

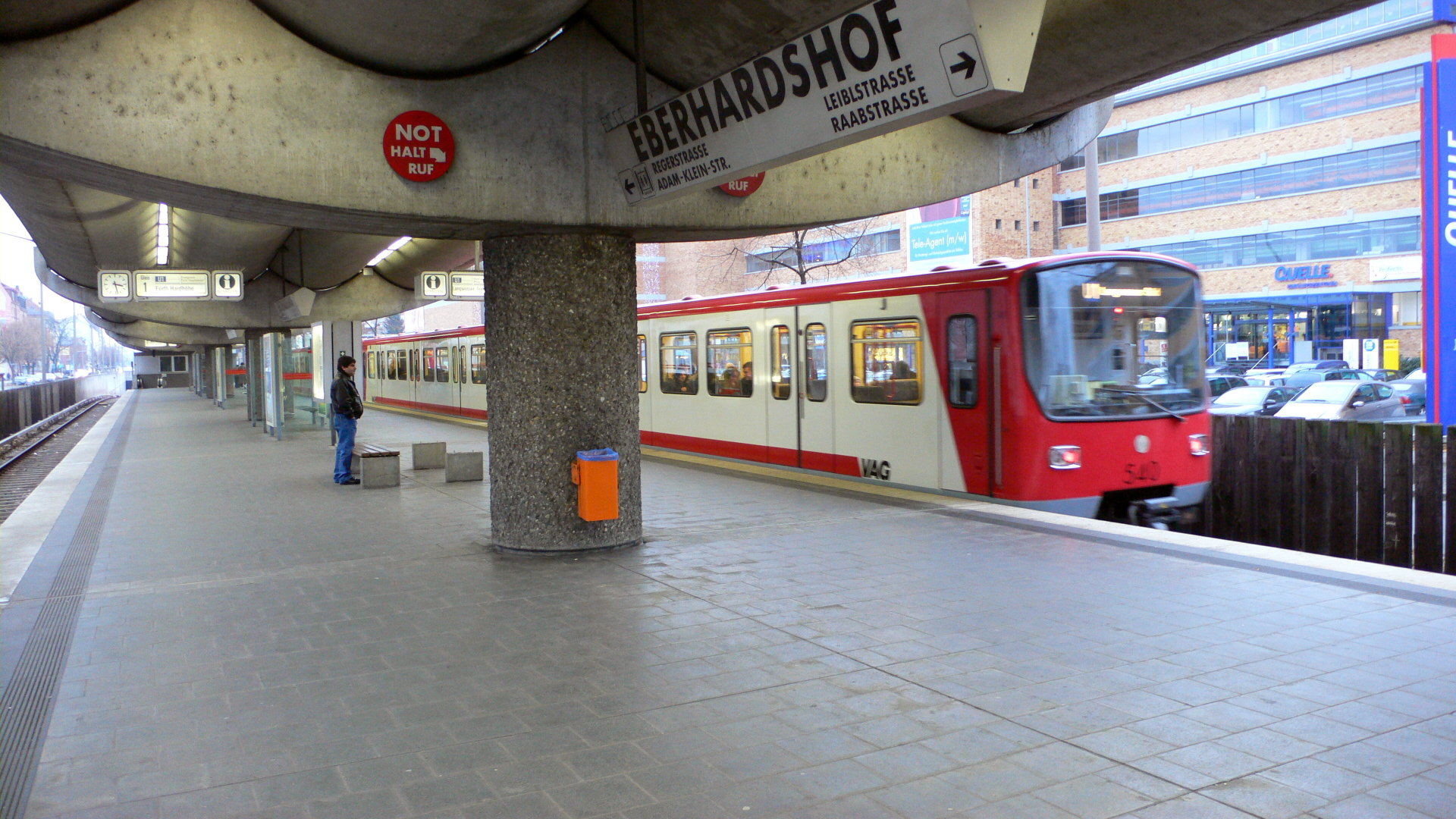
Station Eberhardshof

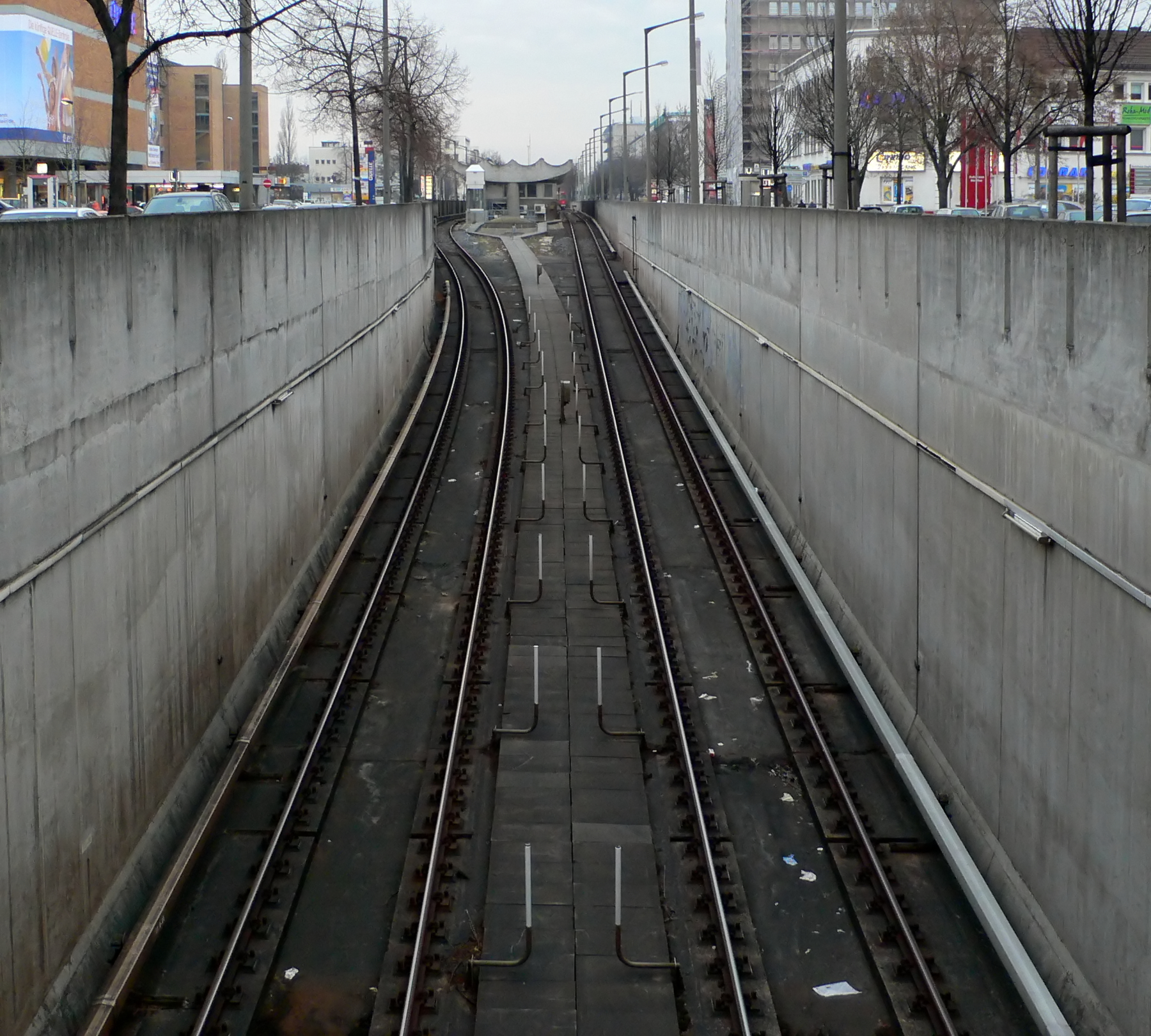
Ingang van een tunnel voor station Maximilianstraße

| Stations          | Transfers                         |
| ----------------- | --------------------------------- |
| U11               |                                   |
| Messe             |                                   |
| Bauernfeindstraße |                                   |
| Brunnecker Straße | gepland                           |
| Hasenbuck         |                                   |
| Frankenstraße     |                                   |
| Maffeiplatz       |                                   |
| Aufseßplatz       |                                   |
| Hauptbahnhof      | U2 , U21 , U3 , S1 , S2 , S3 , DB |
| Lorenzkirche      |                                   |
| Weißer Turm       |                                   |
| Plärrer           | U2 , U21 , U3                     |
| Gostenhof         |                                   |
| Bärenschanze      |                                   |
| Maximilianstraße  |                                   |
| Eberhardshof      |                                   |

## Openingsdata
- 1 maart 1972: Langwasser Süd ↔ Bauernfeindstraße
- 18 juni 1974: Bauernfeindstraße ↔ Frankenstraße
- 23 september 1975: Frankenstraße ↔ Aufsessplatz
- 28 januari 1978: Aufsessplatz ↔ Weißer Turm
- 20 september 1980: Weißer Turm ↔ Bärenschanze
- 20 juni 1981: Bärenschanze ↔ Eberhardshof